# 63387 Brazos Bend
63387 Brazos Bend è un asteroide della fascia principale. Scoperto nel 2001, presenta un'orbita caratterizzata da un semiasse maggiore pari a 2,3940114 au e da un'eccentricità di 0,2253074, inclinata di 6,48260° rispetto all'eclittica.
L'asteroide è dedicato all'omonimo parco statale in Texas.